# 碧友佳子
碧友佳子（11月18日—），日本漫畫家。作品集中於日本秋田書店所出版，代表作是《古國天使》。日本漫畫家冬木琉璃香為其友人，並在自己的作品中引用對方漫畫中的角色登場。1993年8月，應長鴻出版社的邀約在台灣舉辦簽名會。

## 作品
- 《古國天使》系列
  1. 一千零一夜、全1冊、原名
  2. 古國天使、全16冊、原名
- 三胞胎系列
  1. 春心爛漫、全1冊、原名
  2. 生日舞會、全1冊、原名
  3. 3+1行不行、全1冊、原名
- 狼少女、全6冊、原名
- 靜香姬傳、全3冊、原名
- 帥哥有難、全2冊、原名
- 家有桃太郎、全2冊、原名
- 茜的律師檔案、全3冊、原名
- 14歲的季節、全2冊、原名
- 錯體佳人、全1冊
- 俏女警、全1冊、原名
- 麻煩伴我行、全1冊、原名
- 棒球少女、全1冊、原名
- 寶石妙探、全1冊、原名
- 小鬼初戀、全1冊

## 外部連結
- EMERALD GREEN （页面存档备份，存于） - 本人ブログ